# جزایر امواج

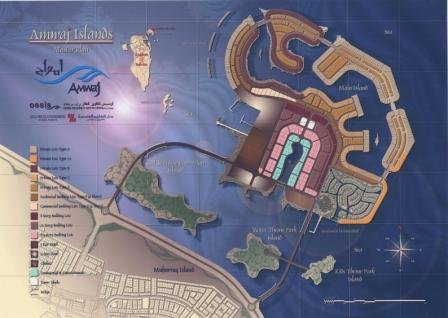
طرح جزایر امواج.

جزایر امواج (عربی: جزر أمواج) گروهی از جزیره‌های مصنوعی در دست ساخت در خلیج فارس در شمال خاوری بحرین و در نزدیکی کرانه جزیره محرق بحرین هستند. 
پروژه شامل استحصال ۲۷۹۸ میلیون مترمربع از دریا است که در نهایت این جزیره به منطقه محرق واقع در نزدیک شهر جلالی متصل خواهد شد. فاصله این جزیره تا فرودگاه بین‌المللی بحرین ۱۱ کیلومتر است.
این جزیره در آینده تبدیل به یک شهر با آپارتمان‌های مدرن و ویلاهای متعدد با اشکال و طرح‌های معماری گوناگون خواهد بود.
این طرح شامل ۱۱ موج شکن است که طول هر یک ۲۰۰متر با فاصله ۷۵متر است و تشکیل نوار خطی را می‌دهد که محیط ۳۴۰متر از لبه جزیره تا اطراف را می‌پوشاند.

## پیشینه
پروژه جزیره امواج از سال ۲۰۰۲ آغاز و تکمیل فاز اول آن در سال ۲۰۰۳ به اتمام رسید و فاز دوم از اوایل سال ۲۰۰۴ به همراه تأمین سرویس‌های ضروری از قبیل گاز، آب و برق آغاز شد. به علاوه طبق قراردادی توسعه شبکه فیبری در تمام خانه‌های مسکونی و هتل‌ها برای ارتباطات به شرکت سیسکو و اوراکل آمریکا سپرده شد.

## بخش‌ها
در میان قسمت‌های این جزایر، شهر شناور المرسی، تالاب مرکزی، جزیره تالا، جزیره تم، پروژه مبنا ۷، پروژه سریاالبهار، پروژه میراژ و پروژه گیتوی قابل اشاره هستند.
شهر شناور المرسی ساخت خانه‌هایی با نمای آب است که تمام خانه‌ها توسط کانال‌های عمیق آب احاطه شده‌اند که مناسب برای نگهداری قایق با ۷۰متر طول هستند.
محوطه تالاب مرکزی (لاگون مرکزی) قسمت مرکزی پروژه جزیره امواج است که تمرکز خاصی را بر روی مناطق تجاری مانند مناطقی که اغلب رستوران‌ها و بازارهای تجاری را در خود جای داده‌است.
جزیره تم مرکز ساختمان‌ها و سازه‌ها به‌شمار می‌رود و شامل تعداد زیادی تأسیسات ضروری و مهم مانند بقیه مناطق تجاری و پراهمیت جزیره می‌باشد. 
جزیره تالا فضایی با ۴۸ ویلا با ساحل خصوصی، ۴۲ مغازه و ویلاهای متوسط و ۴۱۰ آپارتمان در ۳۱ بلوک «شامل ۱۲ پنت‌هاوس» و ۱۴۸ آپارتمان کوچک‌تر است. همچنین این جزیره دارای یک پارک آبی، مراکز خرید، مراکز ورزشی، باشگاه‌های تنیس و رستوران‌ها و کافی‌شاپ‌ها می‌باشد. 